# Копержинська Нонна Кронідівна
Но́нна Кроні́дівна Копержи́нська (1 травня 1920, Київ — 10 червня 1999, Київ) — українська актриса театру і кіно. Народна артистка Української РСР (1967). Лауреатка театральної премії «Київська пектораль» (1995).

## Біографія
Народилася 1 травня 1920 року в Києві. Коли їй було два роки, в неї помер батько. Потім Нонна з мамою-лікаркою переїхала жити на Донбас у невелике місто — Димитров (нині Мирноград), а пізніше, коли її матір перевели на роботу до Києва, Нонна в 1938 році вступила до театрального інституту. Вона потрапила на курс до Амвросія Бучми. А згодом її помітив Олександр Довженко і в 1939 році зняв у своєму фільмі «Щорс».
У 1941 році почалася німецько-радянська війна Нонні довелося залишити навчання. Закінчила вона його вже після війни. З 1946 року і до кінця життя актриса працювала у театрі імені Івана Франка, створюючи незабутні сценічні образи. Народна артистка України Галина Яблонська, яка працювала з Нонною Копержинською, пригадувала:
|  | Нонна Копержинська не грала на сцені — вона на ній жила, і в цьому її можна порівняти з Амвросієм Бучмою. |

Вдруге з'явилася на екрані в картині «Украдене щастя» (1952), але народна слава до неї прийшла після ролей у фільмах «За двома зайцями» (1961) і «Королева бензоколонки» (1963). Голос видатної акторки впізнавали і любили шанувальники радіовистав «Театр перед мікрофоном».

Могила Нонни Копержинської та Павла Шкрьоби

На початку 1990-х років звільнилась з театру, у 1995 році в останній раз з'явилась на екрані у фільмі Олега Бійми «Острів любові». Померла від онкологічного захворювання 10 червня 1999 року. Через рік, теж від раку, помер старший син Нонни Копержинської, Євген. Похована поруч зі своїм чоловіком, театральним режисером Павлом Шкрьобою на Байковому цвинтарі Києва (ділянка № 49-А).

## Ролі в театрі
Київський театр ім. Івана Франка
- 1968 — «На сьомому небі» Миколи Зарудного; реж. Дмитро Чайковський — Софія Іванівна[2]
- Текля («Доки сонце зійде, роса очі виїсть» М. Кропивницького)
- Вустя, «Ой не ходи, Грицю, та й на вечорниці»,
- Степанида «Не судилось» М. Старицького,
- Ганна «Фараони» О. Коломійця,
- Ганна «Безталанна» І. Карпенка-Карого,
- Люба Шевцова «Молода гвардія» О. Фадєєва,
- Катерина «В степах України» О. Корнійчука,
- Настя «Патетична соната» М. Куліша
- Марина «Дядя Ваня» А. Чехова,
- Ніна Іванівна «Ретро» О. Галіна
- Клара Цеханасян «Візит старої дами» Ф. Дюрренматта
- Катерина — Пора жовтого листя М. Я. Зарудного
- Марта — Макар Діброва О. Є. Корнійчука
- Настя — Украдене щастя" І. Я. Франка
- Галина Петрівна — Гріх В. К. Винниченка
- Гордиля — Лиха доля М. П. Старицького
- Варвара — Мої друзі О. Корнійчука

## Фільмографія
- 1939 — «Щорс»
- 1952 — «Украдене щастя» (фільм-вистава) — друга сусідка
- 1953 — «Калиновий гай»
- 1953 — «Доля Марини» — Мотря
- 1955 — «Назар Стодоля» (фільм-вистава) — молодиця
- 1955 — «В один чудовий день» — Оксана
- 1956 — «Коли співають солов'ї» — Устина
- 1957 — «Партизанська іскра» — мачеха Волошиних
- 1957 — «Штепсель одружує Тарапуньку» — тётя Вустя
- 1958 — «Чарівна ніч» (короткометражний) — Василина
- 1958 — «Сватання на Гончарівці» — Одарка
- 1958 — «Хлопчики» — жінка на вокзалі
- 1960 — «Киянка» (Фільм 3)
- 1961 — «За двома зайцями» — Секлета Пилипівна Лимериха, мати Галі
- 1962 — «Свіччине весілля» (фільм-вистава) — Тетяна, бублейниця
- 1963 — «Королева бензоколонки» — Рогнеда Карпівна, буфетниця
- 1964 — «Фараони» (фільм-вистава) — Ганна
- 1965 — «Місяць травень» — мати Галі
- 1966 — «Безталанна» (фільм-вистава) — Ганна
- 1966 — «Чому посміхаються зірки» (фільм-вистава) — Оксана Дмитрівна
- 1967 — «Десятый крок» — епізод
- 1967 — «Непосиди» — Диходиміха, мати Олега
- 1967 — «Не судилось» (фільм-вистава) — Степанида
- 1969 — «Варчина земля» — Нонна Степанівна, голова
- 1969 — «Якщо є вітрила» — Капіталіна Дмитровна Дудка, жінка боцмана
- 1969 — «Лиха доля» — Гордиля
- 1971 — «Інспектор карного розшуку» — Каштанова, сусідка Огороднікових
- 1972 — «Мушкетери 4 «А»» (короткометражний) — Макарівна, тітка Юрка
- 1972 — «Рим, 17...»
- 1972 — «Зозуля з дипломом»
- 1974 — «Прощавайте, фараони» — Ганна
- 1975 — «Прості клопоти» — Єфимівна
- 1976 — «Час — московський» — Єфимівна
- 1978 — «Дві сім'ї» (фільм-вистава) — Настя, мати Самрося і Романа
- 1978 — «Ой не ходи, Грицю, та й на вечорниці»
- 1982 — «Ретро» (фільм-вистава) — Ніна Іванівна Воронкова, медсестра
- 1994 — «Царівна» (серіал) — приятелька
- 1995 — «Острів любові» (Фільм перший. «Острів любові») — нянька паночки

## Пам'ять

Меморіальна дошка на Михайлівській вулиці в Києві

- 9 червня 2009 року на будинку № 2 по Михайлівській вулиці у Києві, де Нонна Копержинська жила з 1981 по 1999 рік, було встановлено меморіальну дошку на її честь[3].
- Олег Вергеліс. Народна артистка (Олег Вергеліс про Нонну Копержинську). — Київ : ТОВ «ЗНУА», Журнал «Радуга», 2019. — 198 с. — (Серія «Глядацький зал») — ISBN 978-966-281-150-6.